# Mesophyllum sancti-dionysii
Mesophyllum sancti-dionysii M.Lemoine, 1939  é o nome botânico  de uma espécie de algas vermelhas  pluricelulares do gênero Mesophyllum, subfamília Melobesioideae.
- São algas marinhas calcárias fósseis encontradas na Argélia.

## Sinonímia
- Não apresenta sinônimos.